# Szrekensztajnik

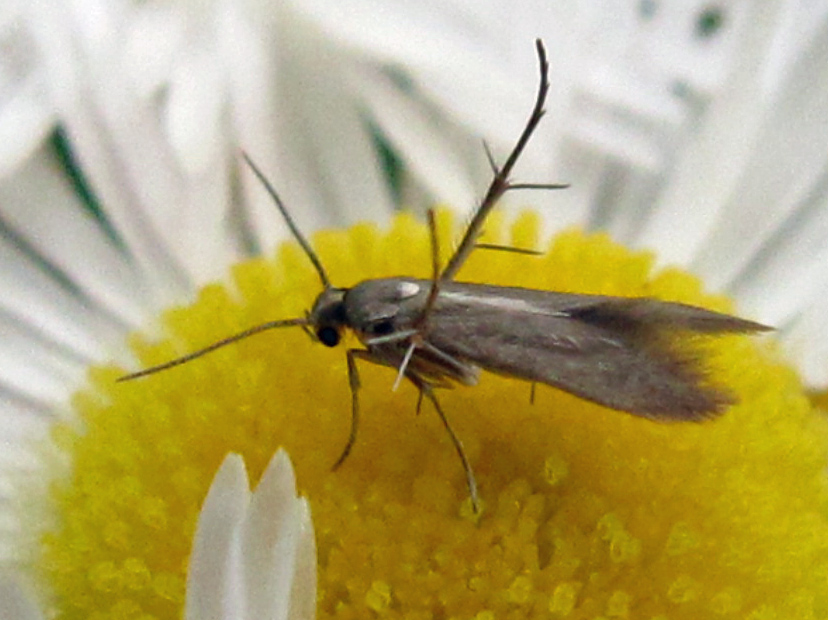
Schreckensteinia erythriella

Szrekensztajnik (Schreckensteinia) – rodzaj motyli z podrzędu Glossata i rodziny Schreckensteiniidae. Występuje w obu Amerykach i Palearktyce.

## Morfologia

### Owad dorosły
Motyle niewielkich rozmiarów, osiągające od 8 do 14 mm rozpiętości skrzydeł. Głowa ma nagie oczy złożone, długą ssawkę, mocno uwstecznione głaszczki szczękowe i zakrzywione do góry, trójczłonowe głaszczki wargowe. Czułki obu płci porastają szczecinki, u samca dłuższe niż u samicy; ponadto samca cechuje rozszerzenie nasadowej części biczyka. Skrzydła obu par są silnie wydłużone i mają dobrze wykształcone użyłkowanie. Skrzydło przednie ma trochę wklęśniętą przednią krawędź. Charakterystyczna jest obecność tylko jednej szczecinki w wędzidełku samicy. Odnóża odznaczają się obecnością sztywnych kolców na grzbietowej stronie goleni. Ponadto golenie pary środkowej mają jedną parę, a pary tylnej dwie pary ostróg; ostrogi w tej samej parze są mniej więcej jednakowej długości Odwłok ma trochę spłaszczony kształt. Samica ma wklęśnięty brzeg tylny siódmego sternitu, wąskie walwy pokładełka, rozwidlone gonapofizy przednie, krótkie gonapofizy tylne i pozbawioną znamienia torebkę kopulacyjną o długim i stosunkowo szerokim przewodzie. Genitalia samca cechują się wąskim i łukowatym unkusem, brakiem gnatosa, szerokim i ostro zgiętym winkulum, długą i wąską apodemą sakusa, płytkowatą jukstą, symetrycznymi walwami i licznymi cierniami w odsiebnej części edeagusa.

### Stadia rozwojowe
Gąsienica ma szczecinki pierwotne rozdwojone w częściach wierzchołkowych tak, że formują wachlarzyki. Rzeźba oskórka jest silnie zmodyfikowana, pośrednia pomiędzy soczewkowatą a mikrowłoskowatą. Para szczecinek grzbietowych na segmentach odwłokowych od pierwszego do ósmego jest silnie zbliżona i usytuowana na wspólnym pinakulum. Z kolei na segmencie dziewiątym na tym samym pinakulum umieszczone są szczecinki par D1, D2 i SD1, co jest cechą unikalną w całym rzędzie motyli. Wciągana w przedtułów głowa ma oczka larwalne zbliżone do siebie w dwie grupki. Bródka jej charakteryzuje się ziarnistym urzeźbieniem i pozbliżanymi do siebie szczecinkami pierwotnymi. Posuwki są pośrodku przewężone, a te na segmentach odwłokowych od trzeciego do szóstego osadzone są na wyniesionej podstawie.
Poczwarka ma pozakrzywiane szczecinki i po kilka wyraźnych kolców na grzbietowo-tylnych krawędziach segmentów odwłokowych.

## Występowanie i ekologia
Przedstawiciele rodziny występują w trzech krainach: palearktycznej, nearktycznej i neotropikalnej. Jedynym gatunkiem znanym z Palearktyki jest S. festaliella, występujący także w Polsce. Z krainy neotropikalnej znane są dwa gatunki. Najliczniej rodzaj reprezentowany jest w Ameryce Północnej, gdzie stwierdzono trzy gatunki: S. erythriella, S. felicella oraz S. festaliella.
Ekologia przedstawicieli tego rodzaju jest słabo poznana. Gąsienice są egzofitofagami, żerującymi od zewnątrz na różnych gatunkach roślin. Gąsienica jedynego gatunku palearktycznego żeruje na jeżynach, w tym malinie właściwej, szkieletując liście (foliofag). Przepoczwarczenie u szrekensztajników następuje w oprzędzie o siateczkowatej strukturze.

## Taksonomia
Rodzaj ten wprowadzony został w 1825 roku przez Jacoba Hübnera. Gatunkiem typowym wyznaczył ten autor opisanego przez siebie 6 lat wcześniej Tinea festaliella. Rodzaj obejmuje 5 opisanych gatunków:
- Schreckensteinia erythriella Clemens, 1860
- Schreckensteinia felicella(inne języki) Walsingham, 1880
- Schreckensteinia festaliella Hübner, 1819
- Schreckensteinia inferiorella(inne języki) Zeller, 1877
- Schreckensteinia jocularis(inne języki) Walsingham, 1914